# Cultura Higashiyama
La cultura Higashiyama (東山文化 Higashiyama bunka) es el nombre con el que se conoce a un periodo de la cultura japonesa (1483–1490) originado y promovido por el shōgun Ashikaga Yoshimasa tras retirarse a su villa en las colinas orientales (東山 Higashiyama) de la capital, Kioto.

## Historia

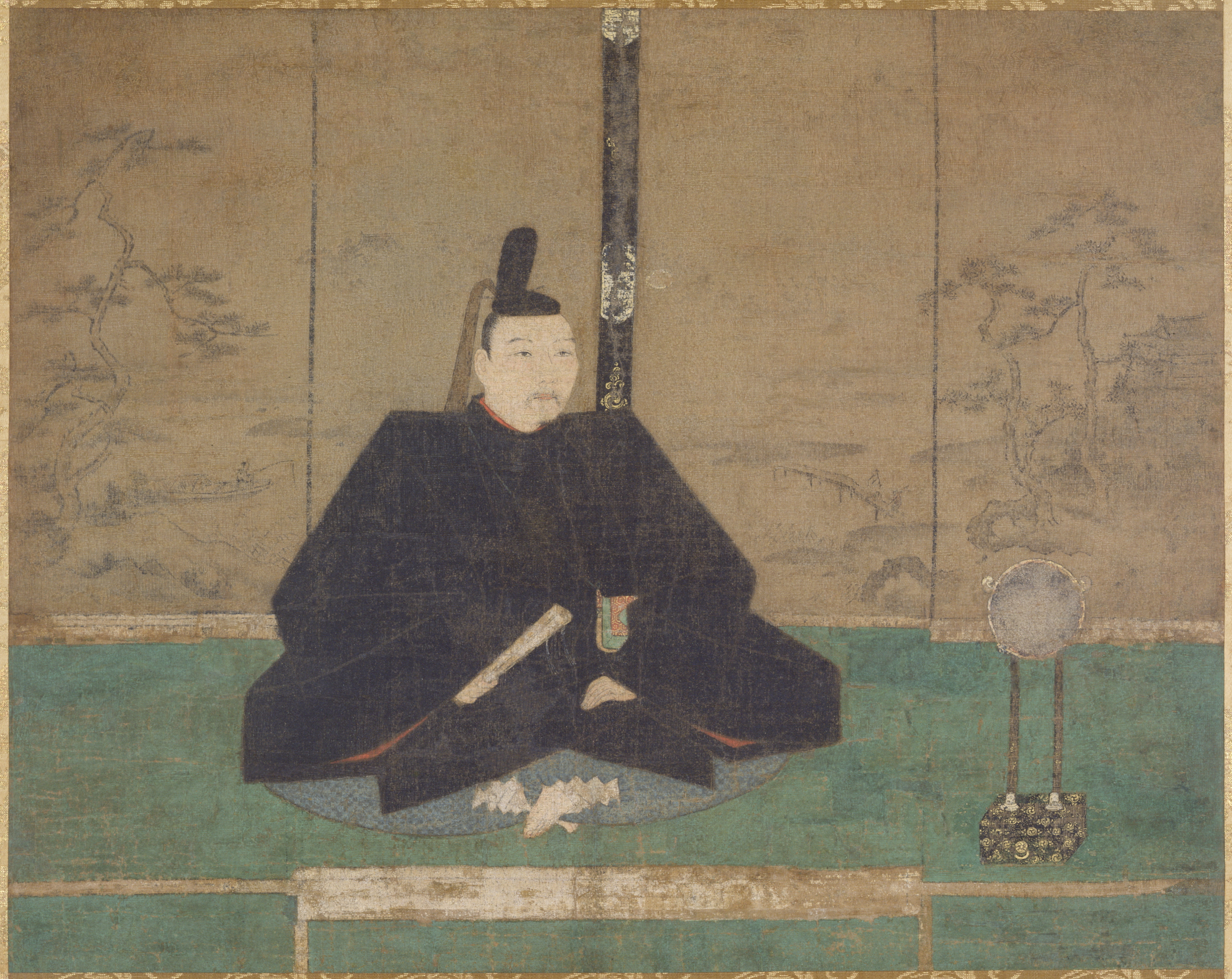
El shōgun Ashikaga Yoshimasa, el cual desarrolló la cultura Higashiyama (pintura de Tosa Mitsunobu, de la segunda mitad del).

Basado en los ideales y la estética del budismo Zen y el concepto de wabi-sabi ("belleza en lo simple"), la cultura Higashiyama se centró en el desarrollo de la chadō, el ikebana (arreglo floral), el teatro Noh y el sumi-e (pintura monocroma a tinta). Gran parte de lo que hoy se considera como tradición japonesa se originó o desarrolló durante este periodo. La cultura Higashiyama se compara a menudo con la cultura "Kitayama" Kitayama bunka (北山文化?), en los inicios del periodo Muromachi.
El retiro de Yoshimasa se convirtió en un templo Ginkaku-ji ("El templo del Pabellón de Plata") tras su muerte. Está situado en Kioto, en Sakyō-ku, y fue el centro de la cultura Higashiyama. El pabellón es venerado por su belleza simple y nunca llegó a estar recubierto de plata. El jardín de rocas adjunto es también uno de los más famosos de Japón, y es elogiado por su estética Zen y wabi-sabi. Es un ejemplo por excelencia de la idea de que solo el experto capacitado debería poder reconocer la belleza sutil dentro del arte y la arquitectura; la belleza del objeto no debe subrayarse ni enfatizarse, sino que debe ocultarse tenuemente. El shogun retirado también invitó a muchos artistas, poetas y nobles de la corte a su villa, alentando el desarrollo de sus artes, y se llegó a reunir una vasta e inestimable colección de objetos conocida como el Tesoro Higashiyama.
Durante dicho periodo hubo muchas innovaciones arquitectónicas, exhibidas particularmente en el Ginkaku-ji, que luego se convertirían en elementos centrales en el estilo del shoin de arquitectura del siglo XVII. Uno de estos elementos fue el tokonoma, un pequeño espacio donde se cuelgan rollos con caligrafía, y se colocan flores u otros artículos pequeños para mejorar la sensación estética de la habitación. La gran pintora de tinta Sesshū Tōyō pasó mucho tiempo en el Ginkaku-ji, y este período también fue testigo del nacimiento de la escuela de pintura japonesa Kanō, así como de una versión anterior de la ceremonia del té chanoyu. La ceremonia del té sería aún más formalizada por Sen no Rikyū en el siglo XVI.